# Griekse heremiet
De Griekse heremiet (Pseudochazara graeca) is een vlinder uit de familie van de Nymphalidae, uit de onderfamilie van de Satyrinae. De wetenschappelijke naam van deze soort is voor het eerst voorgesteld als Satyrus mamurra var. graeca door Otto Staudinger in een publicatie uit 1870.

## Verspreiding
De soort komt voor in Noord-Macedonië (Nationaal park Pelister) en Griekenland.

## Biotoop
Het biotoop van de Griekse heremiet bestaat uit met gras begroeide bergtoppen boven de boomgrens, tussen 1000 en 2200 meter. In Griekenland wordt de vlinder aangetroffen in droog en rotsachtig terrein tussen 1600 en 2000 meter hoogte.

## Vliegtijd
De vlinder vliegt in één generatie van half juli tot eind augustus.